# Władysław Kulczyński
Władysław Jan Kulczyński (Cracovia, 27 marzo 1854 – Cracovia, 9 dicembre 1919) è stato un aracnologo polacco.

## Biografia
Fin dal suo primo lavoro scientifico, Przyczynek do fauny pajęczej, (Contributo alla fauna dei ragni, del 1871), mostrò una vera passione per il mondo dei ragni, elencandone ben 185 specie rinvenute a Cracovia e dintorni.
Divenne professore all'Università di Cracovia nel 1878, e vi rimarrà ad insegnare fino al 1910. Dal 1884 è stato anche membro della Società botanica di Zoologia a Vienna.
Scopritore di numerosi generi e specie di aracnidi, è stato anche autore di vari studi sull'argomento, che lo portarono ad essere fra i maggiori aracnologi europei.
Va anche annoverato fra i suoi meriti quello di aver introdotto nuovi criteri aggiuntivi per la determinazione delle specie di aracnidi.

## Taxa denominati in suo onore
- Dysdera kulczynskii Simon, 1914 - ragno, Dysderidae
- Omoedus kulczynskii Prószynski, 1971 - ragno, Salticidae
- Porrhomma kulczynskii Starega, 1974 - ragno, Linyphiidae
- Xysticus kulczynskii Wierzbicki, 1902 - ragno, Thomisidae

## Pubblicazioni principali
- Araneae Hungariae, n.1-2, dal 1891 al 1897, con Chyzerem
- Fragmenta Arachnologica n.1-18, dal 1905 al 1915